# Касик середній
Касик середній (Cacicus microrhynchus) — вид горобцеподібних птахів родини трупіалових (Icteridae). Мешкає в Центральній і Південній Америці. Раніше вважався конспецифічним з багряногузим касиком.

## Підвиди
Виділяють два підвиди:
- C. m. microrhynchus (Sclater, PL & Salvin, 1865) — від східного Гондурасу до східної Панами;
- C. m. pacificus Chapman, 1915 — від східної Панами (Дар'єн) до південно-західного Еквадору (Ель-Оро).

Деякі дослідники виділяють підвид C. m. pacificus у окремий вид Cacicus pacificus. 

## Поширення і екологія
Середні касики мешкають в Гондурасі, Нікарагуа, Коста-Риці, Панамі, Колумбії і Еквадорі. Вони живуть у вологих рівнинних і гірських тропічних лісах, на узліссях і галявинах, на плантаціях та у вторинних заростях. В Центральній Америці зустрічаються на висоті до 1100 м над рівнем моря, в Південній Америці на висоті до 900 м над рівнем моря.